# Воронін Сергій Олександрович
Сергі́й Олекса́ндрович Воро́нін (нар. 24 березня 1987, Київ, УРСР, СРСР) — український футболіст, захисник клубу «Лівий берег» (Київ).

## Біографія

### Ранні роки
Сергій народився 24 березня 1987 року в Києві. Його батько працював в «Київенерго», а мати в одному з готелів міста. Батько Сергія захоплювався футболом, хокеєм та боротьбою і саме він привів його в футбольну секцію.
Починав грати у футбол у школі «Восход», перший тренер — Віктор Григорович Новак. Потім Олександр Васильович Петраков запросив його в школу київського «Динамо».
В ДЮФЛ виступав за київські команди «Арсенал», «Динамо» і «Відрадний».

### Клубна кар'єра
На початку 2004 року потрапив у «Динамо-3», яке виступало у Другій лізі України. Свій перший професійний контракт підписав з київським «Динамо» 24 березня 2005 року в день свого 18-річчя.
Всього за третю динамівську команду він зіграв 28 матчів та забив 2 голи. 2005 року провів 5 матчів за «Динамо-2» в Першій лізі. Першу половину сезону 2006/07 провів на правах оренди в київському ЦСКА та зіграв 5 матчів в команді.
У серпні 2007 року перейшов на правах вільного агента в польську «Лехію» з Гданська, підписавши річний контракт. Однак за основний склад Воронін так і не зіграв, тренуючись переважно з резервною командою. Також Воронін грав за другу команду бухарестського «Динамо».
Влітку 2008 року перейшов в «Княжу-2», в команді провів 18 матчів та забив 1 м'яч. На початку 2009 року перейшов в «Нафком» з міста Бровари, де тренером був Олег Федорчук. У «Нафкома» він провів півроку та зіграв 10 матчів та забив 4 голи.
Після того як команда позбулася статусу професійної, Воронін підписав контракт з вінницькою «Нивою», де тренером був колишній наставник «Нафкома» Федорчук. У сезоні 2009/10 разом з командою став срібним призером Другої ліги України та вийшов у Першу лігу. Також в цьому сезоні разом з командою виграв перший Кубок української ліги, в фіналі «Нива» обіграла «Гірник-Спорт» (4:0). Воронін був названий найкращим гравцем та найкращим захисником «Ниви» в цьому сезоні. Всього за клуб він провів 37 матчів та забив 5 м'ячів.
На початку 2011 року побував на перегляді в одеському «Чорноморці», але команді не підійшов. Наприкінці лютого 2011 року прибув на перегляд до «Севастополя», пізніше він був заявлений за клуб. 3 березня 2011 року дебютував в Прем'єр-лізі в матчі проти донецького «Шахтаря» (0:1), Воронін вийшов на 62 хвилині замість Вадима Болохана. До кінця сезону зіграв лише у 5 матчах чемпіонату, але за його підсумками «моряки» вилетіли з вищого дивізіону і його склад покинула низка основних гравців, після чого Воронін став часто виходити на поле. За підсумками сезону 2012/13 Воронін з командою виграли першу лігу і повернулись в еліту, де Сергій провів ще один сезон, але знову втратив місце в основі.
У липні 2014 року, після ліквідації «Севастополя», на правах вільного агента підписав контракт з луцькою «Волинню». У команді взяв 5 номер. Закріпитись у «Волині» не зумів, зігравши за сезон лише 5 матчів в чемпіонаті і один в кубку.
Улітку 2015 року був заявлений за новачка чемпіонату України, дніпродзержинську «Сталь», яка зайняла місце збанкрутілого донецького «Металурга». У новому клубі він взяв 7 номер. У складі команди дебютував у грі першого туру чемпіонату України 2015/16 проти київського «Динамо», в якій відіграв весь матч, проте «Сталь» програла з рахунком 1:2. Загалом провів у складі «сталеварів» два сезони, зігравши у 34 матчах Прем'єр-ліги, після чого покинув клуб.
17 лютого 2018 року став гравцем першолігових «Сум», де пограв до кінця сезону, після чого повернувся у елітний дивізіон, ставши гравцем новачка Прем'єр-ліги «Львова».
Улітку 2019 року перейшов до одеського «Чорноморця».
З 2021 року — гравець клубу «Лівий берег» (Київ).

### Кар'єра в збірній
У січні 2005 року в складі юнацької збірної України до 18 років брав участь на меморіалі Валентина Гранаткіна. Тоді Україна стала срібним призером турніру, проте в фінальному матчі Воронін участі не брав. В вересні того ж року провів одну гру за юнацьку збірну до 19 років проти однолітків з Італії, яку українці виграли 1:0.

## Досягнення
- Переможець Першої ліги України (1): 2012/13
- Срібний призер Другої ліги України (1): 2009/10
- Володар Кубка української ліги (1) : 2009/10

## Особисте життя
Зі своєю дівчиною одружився в листопаді 2010 року.